# Замок Кілсаллаган
Замок Кілсаллаган (англ. Kilsallaghan Castle) — один із замків Ірландії, розташований у графстві Дублін, провінція Ленстер, баронство Каслнок, 8 миль на північ від Дубліна, на поштовій дорозі до Дрохеда, біля однойменного селища, де живе 78 жителів. У давнину замок і прихід називався Кілсауган (англ. Kilsaughan). На північ від замку тече річка Філдстоун, що впадає в море біля селище Свордс. Маєток Кілсаллаган колись мав 2595 акрів земель, з них 1134 орних, інше — пасовиська. Біля замку є поклади будівельного каменю. Руїни замку Кілсаллаган розташовані біля резиденції Сміта, есквайра. Також біля замку є володіння Дж. Сегрейва, есквайра, Дж. Т. Армстронга, есквайра. Біля замку були колись ярмарки коней та великої рогатої худоби. Ярмарки проводились переважно 8 вересня.
Біля замку є старовинна церква Святого Давида. Церква була побудована як каплиця замку Кілсаллаган. Святий Давид вважається покровителем Уельсу. У церкві є цікавий вітраж, що був замовлений Гаррі Кларком і зроблений Майклом Хіні (1873—1941). Церкву Святого Давида не так давно було капітально відремонтовано завдяки зусиллям Яна Фалкінера та його дружини Френ.
Біля замку були бої під час завоювання Ірландії Олівером Кромвелем.